# Többfelhasználású modell-nézet
A többfelhasználású modell-nézet egy architekturális minta, ami a modell-nézet-nézetmodell (MVVM) továbbfejlesztése. Többnyire Windows Presentation Foundation (WPF) és Windows Communication Foundation (WCF) alkalmazásoknál található. Megtartva a nézet és a logika (modell) különválasztását, egyszerűsítést és gyorsítást céloz. A többfelhasználású modell tipikusan reflexióra hagyatkozik, hogy támogassa az objektumépítést, aminek célja a logikaközpontú objektummodellek és a nézetmodellek integrálása. Arra tervezték, hogy használja a C#, WPF és WCF specifikus függvényeit, hogy megkönnyítse a kód újrafelhasználását a szerver és a kliens között.
A többfelhasználású modell-nézet igyekszik megtartani a modell-nézet-nézetmodell előnyeit, és kiküszöbölni a hátrányait. Ezt azzal igyekszik elérni, hogy még jobban objektumorientált, csökkenti a kódduplikálást, egyszerűsíti a karbantartást, és csökkenti a generált metaadatok mennyiségét. A minta ehhez alaposztályok készletét használja, ami általános funkcionalitást biztosítanak az adatok küldésére a klienstől vagy hozzá, és az adatok megjelenítését a nézeten (GUI).

## Fordítás
Ez a szócikk részben vagy egészben  a   Multiuse Model View című angol Wikipédia-szócikk fordításán alapul.  Az eredeti cikk szerkesztőit annak laptörténete sorolja fel. Ez a jelzés csupán a megfogalmazás eredetét és a szerzői jogokat jelzi, nem szolgál a cikkben szereplő információk forrásmegjelöléseként.